# Puchar Serbii w piłce siatkowej mężczyzn (2023/2024)
Puchar Serbii w piłce siatkowej mężczyzn 2023/2024 – 18. edycja siatkarskiego Pucharu Serbii (59. edycja wliczając Puchar Jugosławii oraz Puchar Serbii i Czarnogóry) zorganizowana przez Serbski Związek Piłki Siatkowej (Odbojkaški savez Srbije, OSSRB). Zainaugurowana została 30 września 2023 roku.
Rozgrywki na poziomie centralnym składały się z 1/8 finału, ćwierćfinałów, półfinałów i finału. Uczestniczyło w nich 16 klubów z Superligi, I ligi oraz II ligi.
Finał odbył się 25 lutego 2024 roku w centrum sportu i kultury (sportsko-kulturni centar) w Obrenovacu. Po raz szósty Puchar Serbii zdobyła Vojvodina Nowy Sad, pokonując w finale Mladi Radnik Požarevac. Wliczając zdobyte przez Vojvodinę puchary Jugosławii oraz Serbii i Czarnogóry, był to szesnasty krajowy puchar w historii klubu. Najlepszym zawodnikiem finału wybrany został Žarko Ubiparip.

## System rozgrywek
W sezonie 2023/2024 rozgrywki o Puchar Serbii na poziomie centralnym składały się z 1/8 finału, ćwierćfinałów, półfinałów i finału. Przed każdą rundą odbywało się losowanie wyłaniające pary meczowe. Losowanie 1/8 finału miało miejsce 18 września, ćwierćfinałów – 17 października, natomiast półfinałów – 17 listopada.
W 1/8 finału i ćwierćfinałach o awansie w ramach pary decydowało jedno spotkanie. W półfinałach rywalizacja toczyła się w postaci dwumeczów. Awans uzyskała drużyna, która w swojej parze odniosła więcej zwycięstw. Jeżeli obie drużyny wygrały po jednym spotkaniu, o awansie decydowała liczba wygranych setów, a w przypadku tej samej liczby wygranych setów – stosunek małych punktów w wygranym meczu. Jeżeli wciąż nie został wyłoniony zwycięzca, rozgrywany był tzw. złoty set grany do 15 punktów z dwoma punktami przewagi jednej z drużyn.
Zwycięzcy półfinałów rozegrali finałowy mecz o Puchar Serbii.

## Drużyny uczestniczące
| Superliga (12 drużyn)   | Superliga (12 drużyn) |
| ----------------------- | --------------------- |
| Borac Starčevo          | 1/8 finału            |
| Crvena zvezda Belgrad   | ćwierćfinał           |
| Jedinstvo Stara Pazova  | 1/8 finału            |
| Karađorđe Topola        | 1/8 finału            |
| Mladi Radnik Požarevac  | finał                 |
| Niš                     | 1/8 finału            |
| Partizan Efbet Belgrad  | półfinał              |
| Radnički Kragujevac     | półfinał              |
| Ribnica Kraljevo        | ćwierćfinał           |
| Spartak Subotica        | ćwierćfinał           |
| Takovo Gornji Milanovac | ćwierćfinał           |
| Vojvodina Nowy Sad      | zwycięstwo            |

| Prva liga (2 drużyny) | Prva liga (2 drużyny) |
| --------------------- | --------------------- |
| Mladenovac            | 1/8 finału            |
| Novi Pazar            | 1/8 finału            |

| Druga liga (2 drużyny) | Druga liga (2 drużyny) | Druga liga (2 drużyny) |
| ---------------------- | ---------------------- | ---------------------- |
| Kulpin                 | Sever                  | 1/8 finału             |
| Vranje                 | Istok                  | 1/8 finału             |

## Rozgrywki

### 1/8 finału
| 30.09.2023 17:00 (UTC+2) | Spartak Subotica | 3:0 (25:17, 27:25, 25:19) raport | Jedinstvo Stara Pazova | Hala sportova Dudova šuma, Subotica Widzów: 250 Sędziowie: Dejan Rogić i Dragana Plavšić |

| 30.09.2023 18:00 (UTC+2) | Vojvodina Nowy Sad | 3:0 (25:12, 25:15, 25:14) raport | Novi Pazar | SPC Vojvodina, Nowy Sad Widzów: 100 Sędziowie: Božidar Rolj i Jan Očenaš |

| 30.09.2023 18:00 (UTC+2) | Mladi Radnik Požarevac | 3:0 (25:14, 25:18, 25:12) raport | Mladenovac | Sportski centar Požarevac, Požarevac Widzów: 70 Sędziowie: Predrag Spasić i Dragan Papović |

| 30.09.2023 18:15 (UTC+2) | Crvena zvezda Belgrad | 3:0 (25:10, 25:23, 25:12) raport | Kulpin | Sportski centar Voždovac, Belgrad Widzów: brak danych Sędziowie: Aleksandra Balandžić i Milan Miladinović |

| 30.09.2023 19:00 (UTC+2) | Takovo Gornji Milanovac | 3:2 (25:22, 27:29, 25:22, 11:25, 15:11) raport | Karađorđe Topola | Sportska hala Breza, Gornji Milanovac Widzów: 280 Sędziowie: Mirko Janković i Nikola Brkić |

| 30.09.2023 19:00 (UTC+2) | Ribnica Kraljevo | 3:1 (25:19, 25:20, 23:25, 25:15) raport | Niš | Stara hala sportova, Kraljevo Widzów: brak danych Sędziowie: Tomislav Popović i Milan Bićanin |

| 1.10.2023 17:00 (UTC+2) | Partizan Efbet Belgrad | 3:0 (25:8, 25:12, 25:12) raport | Vranje | Sportski centar Master, Belgrad Widzów: 150 Sędziowie: Dejan Rogić i Natalija Todorović |

| 1.10.2023 17:00 (UTC+2) | Radnički Kragujevac | 3:0 (25:21, 25:18, 25:11) raport | Borac Starčevo | Sportska hala Jezero, Kragujevac Widzów: brak danych Sędziowie: Đorđe Zelenović i Savo Kovačević |

### Ćwierćfinały
| 8.11.2023 18:00 (UTC+1) | Radnički Kragujevac | 3:0 (25:22, 25:18, 25:15) raport | Takovo Gornji Milanovac | Sportska hala Jezero, Kragujevac Widzów: 100 Sędziowie: Predrag Balandžić i Vladimir Jović |

| 8.11.2023 19:00 (UTC+1) | Vojvodina Nowy Sad | 3:0 (25:20, 25:19, 25:22) raport | Crvena zvezda Belgrad | SPC Vojvodina, Nowy Sad Widzów: 800 Sędziowie: Zoran Radovanović i Robert Leko |

| 8.11.2023 20:00 (UTC+1) | Ribnica Kraljevo | 0:3 (22:25, 16:25, 22:25) raport | Mladi Radnik Požarevac | Stara hala sportova, Kraljevo Widzów: 150 Sędziowie: Aleksandar Petrović i Vladimir Jović |

| 15.11.2023 18:30 (UTC+1) | Partizan Efbet Belgrad | 3:0 (25:21, 25:16, 25:21) raport | Spartak Subotica | Sportski centar Master, Belgrad Widzów: 150 Sędziowie: Mirko Janković i Stanislava Simić |

### Półfinały
|  | Partizan Efbet Belgrad | 0 – 2 | Vojvodina Nowy Sad |  |

| 6.12.2023 18:30 (UTC+1) | Partizan Efbet Belgrad | 2:3 (20:25, 23:25, 25:16, 25:19, 13:15) raport | Vojvodina Nowy Sad | Sportski centar Master, Belgrad Widzów: 450 Sędziowie: Aleksandar Petrović i Đorđe Stevanović |

| 27.12.2023 19:00 (UTC+1) | Vojvodina Nowy Sad | 3:2 (25:16, 23:25, 20:25, 25:23, 15:13) raport | Partizan Efbet Belgrad | SPC Vojvodina, Nowy Sad Widzów: 1200 Sędziowie: Tomislav Popović i Đorđe Stevanović |

|  | Radnički Kragujevac | 1 – 1 (3:3) | Mladi Radnik Požarevac |  |

| 6.12.2023 19:00 (UTC+1) | Radnički Kragujevac | 0:3 (22:25, 18:25, 21:25) raport | Mladi Radnik Požarevac | Sportska hala Jezero, Kragujevac Widzów: 100 Sędziowie: Jan Očenaš i Zoran Radovanović |

| 26.12.2023 17:00 (UTC+1) | Mladi Radnik Požarevac | 0:3 (23:25, 22:25, 18:25) raport | Radnički Kragujevac | Sportski centar Požarevac, Požarevac Widzów: 350 Sędziowie: Stanislava Simić i Vladimir Cvetković |

Uwaga: O awansie klubu Mladi Radnik Požarevac zdecydował lepszy stosunek małych punktów w wygranym meczu: współczynnik 1. meczu – 61:75=0,813; współczynnik 2. meczu – 63:75=0,84.

### Finał
| 25.02.2024 16:30 (UTC+1) | Vojvodina Nowy Sad | 3:1 (25:22, 22:25, 25:22, 25:21) raport | Mladi Radnik Požarevac | JP SKC Obrenovac, Obrenovac Widzów: 2500 Sędziowie: Predrag Balandžić i Zoran Radovanović |